# پاول فایندلی
پاول فایندلی (به انگلیسی: Paul Findley) (زادهٔ ۲۳ ژوئن ۱۹۲۱ - درگذشته ۹ اوت ۲۰۱۹) نویسنده و عضو پیشین مجلس نمایندگان آمریکا بود. وی از منتقدان سیاست خارجی آمریکا بالاخص سیاست‌های خاورمیانه ای در رابطه با کشورهای اسلامی و عربی و در برابر آن سیاست‌های حمایتی از عملکرد دولت اسرائیل بود.
فایندلی در سال ۱۹۶۱ توانست وارد کنگره شود. از سال ۱۹۶۷ به عضویت کمیته امور خارجی درآمد. انتقادهای وی از سیاست خارجی آمریکا با مخالفت‌های فزاینده‌ای روبرو شد. سرانجام این انتقادها، عامل مهمی برای شکست وی در انتخابات مجلس ۱۹۸۲ شد.
پس از دو سال تحقیق و با استمداد از تجربه‌های شخصی، در سال ۱۹۸۴ کتاب آنها جرئت حرف زدن ندارند؛ مردم و نهادهایی که با لابی اسرائیل مواجه می‌شوند را نگاشت. در مدت کوتاهی فروش کتاب از ۳۰۰۰۰۰ نسخه فراتر رفت. پس از آن بود که در مجامع مختلف، از جمله در برنامه‌های مختلف برای گروه‌های اسلامی و در کشورهای اسلامی حضور یافت.
کتاب Silent No More, Confronting American's Fals Image of Islam حاصل آشنایی وی با اسلام در مراودات وی با کشورهای اسلامی و جوامع اسلامی بود که غالباً در این مدت انجام گرفت. وی در این کتاب به مقابله با برداشت‌های آمریکائیان از اسلام که به باور او «نادرست» اند پرداخت. این کتاب با نام «سکوت مجاز نیست» به فارسی ترجمه شده‌است.
وی همچنین از اعضای انجمن ناسودبر اگر آمریکایی‌ها می‌دانستند بود.